# نارني
نارني (بالإيطالية: Narni)‏ هي بلدة وبلدية في إقليم أومبريا في وسط إيطاليا، بتعداد سكان 20,100 شخص وفقًا لعام 2003. 

## السكان
في سنة 1861 بلغ عدد السكان 10٬144 نسمة، وتطور العدد ليصل في سنة 2011 لـ 20٬331 نسمة.
يظهر هذا المخطط البياني تطور النمو السكاني لـ نارني

## أعلام
- نيرفا
- غاليوتو مارزيو